# Henriette Ekwe Ebongo

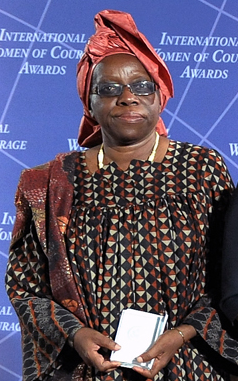
Henriette Ekwe Ebongo

Henriette Ekwe Ebongo (sinh năm 1950) là nhà báo nữ, người xuất bản và nhà hoạt động chính trị người Cameroon.

## Sự nghiệp
Ebongo đấu tranh cho quyền tự do báo chí, quyền bình đẳng nam nữ, nhân quyền. Trong thập niên 1980, bà đã tích cực đấu tranh chống chế độ độc tài ở Cameroon. Hiện nay bà đấu tranh chống nạn tham nhũng trong chính phủ, việc kỳ thị giới tính, và việc vi phạm nhân quyền. Trong thời gian này, bà đã bị trấn áp, bị tra tấn và cáo buộc trước tòa án quân sự.
Bà là người xuất bản tuần báo độc lập "Babela" và là người sáng lập chi nhánh Minh bạch Quốc tế ở Cameroon, một tổ chức phi chính phủ chống tham nhũng.

## Giải thưởng
Bà đã được Bộ Ngoại giao Hoa Kỳ trao tặng Giải quốc tế cho Phụ nữ dũng cảm năm 2011.